# ساکسندل، ناتینگهام‌شر
ساکسندل (به انگلیسی: Saxondale) یک روستا و محله مدنی در بریتانیا است که در Rushcliffe واقع شده‌است.